# Corneliu Iacobov
Corneliu Iacobov este un controversat politician și om de afaceri român.
A fost președinte FSN Bacău și vicepreședinte al PDSR/PSD Bacău, respectiv patron al rafinăriei RAFO.
În timpul guvernării Văcăroiu (1992-1996) a fost șef al FPP Moldova.
După 1996 a plecat în Statele Unite, pentru a se întoarce în anul 2000.
Apoi a cumpărat rafinăriile Dărmănești și RAFO.

## Grup Media Sud
Iacobov a înființat Grup Media Sud Company în 2004, obiectul de activitate fiind transportul, printr-o rețea de microbuze „maxi taxi”. Ziarul România liberă dezvăluia în 2006 că această companie era în pragul falimentului, având datorii de 4 miliarde de lei vechi.

## Controverse
A fost acuzat că și-a îmbogățit prietenii, cum ar fi Dorinel Umbrărescu, supranumit și „Regele asfaltului”, prin credite preferențiale, că gira împrumuturi pentru diverse societăți, cu banii milioanelor de cuponari de la FPP-ul pe care îl conducea, împrumuturi care n-au mai fost restituite către Bancorex și Bankcoop.
În martie 2005 a fost arestat în calitate de învinuit, împreună cu Teodor Găureanu, pentru complicitate la evaziune fiscală, spălare de bani, înșelăciune și delapidare. Conform acuzațiilor din presă, Iacobov, împreună cu Tender și frații Iancu, a realizat scheme prin care se drenau banii de la RAFO Onești. Prejudiciul a fost evaluat la 700 de miliarde de lei vechi.
Pe 28 iunie 2012, judecătorii de la Înalta Curte de Casație și Justiție au hotărât definitiv condamnarea lui Corneliu Iacobov la șapte ani de închisoare în dosarul falimentării Rafo Onești. În același dosar au mai fost condamnați Toader Găurean - șase ani de închisoare - și Marin Marin, la șapte ani de închisoare. A fost eliberat din închisoare în decembrie 2016. 

### Articole biografice
- Pe ruinele FPP II s-a inaltat imperiul Iacobov care are astazi Moldova la picioare, 25 mai 2000, Capital
- Cum a „îngropat” Corneliu Iacobov 6.000 de miliarde de lei într-un an, 21 octombrie 2011, Virgil Burlă, Evenimentul zilei
- Viața și afacerile lui Corneliu Iacubov, "miliardarul de carton" al Moldovei, 28 iunie 2012, Simona Ionescu, Evenimentul zilei

### Inteviuri
- "Cu elicopterul eu fac naveta, nu mă duc, ca alții, la cumpărături", 9 aprilie 2004, Evenimentul zilei
- Ciutacu, 15 februarie 2013, Jurnalul Național
- “Băsescu mi-a dat o lună să părăsesc țara”, 17 februarie 2013, Jurnalul Național